# Jean-Augustin Barral
Jean-Augustin Barral (Metz, 31. siječnja 1819. — Fontenay-sous-Bois, 10. rujna 1884.), bio je francuski fizičar, kemičar i agronom.
Barral je rođen u Metzu. Studirao je fiziku na École polytechnique a kasnije je postao profesor kemije i agronomije. Napisao je brojne popularne znanstvene radove, posebice u oblastima poljoprivrede i navodnjavanja, te je postao ravnateljem objavljivanja znanstvenih radova. Imenovan je trajnim tajnikom Francuskog poljoprivrednog društva. Umro je u Fontenay-sous-Bois 1884. godine.
Bio je prijatelj Jacquesa Alexandra Bixia. Njegovo ime nalazi se na popisu 72 znanstvenika ugraviranih na Eifellovom tornju.